# Feliz Deserto
Feliz Deserto è un comune del Brasile nello Stato dell'Alagoas, parte della mesoregione di Leste Alagoano e della microregione di Penedo.